# Karolina Kózka
Karolina Kózka (2 de agosto de 1898 – 18 de noviembre de 1914) fue una joven católica polaca. Su niñez la pasó en la granja familiar donde su fe se hizo fuerte tanto como su disposición a catequizar a vecinos y niños; recitaba diariamente el rosario y era una ardiente devota de la Madre de Dios. Kózka es a menudo conocida como la "María Goretti polaca" debido a su forma de morir.
Kózka murió asesinada por un soldado ruso, miembro del ejército que había invadido Polonia durante ese año, al intentar violarla. Tres mil personas acudieron a su funeral y pidieron iniciar su causa de canonización ya que murió por defender su pureza. La causa comenzada en 1950 culminó en 1987 cuando el papa Juan Pablo II la beatificó en la Polonia independiente.

## Vida

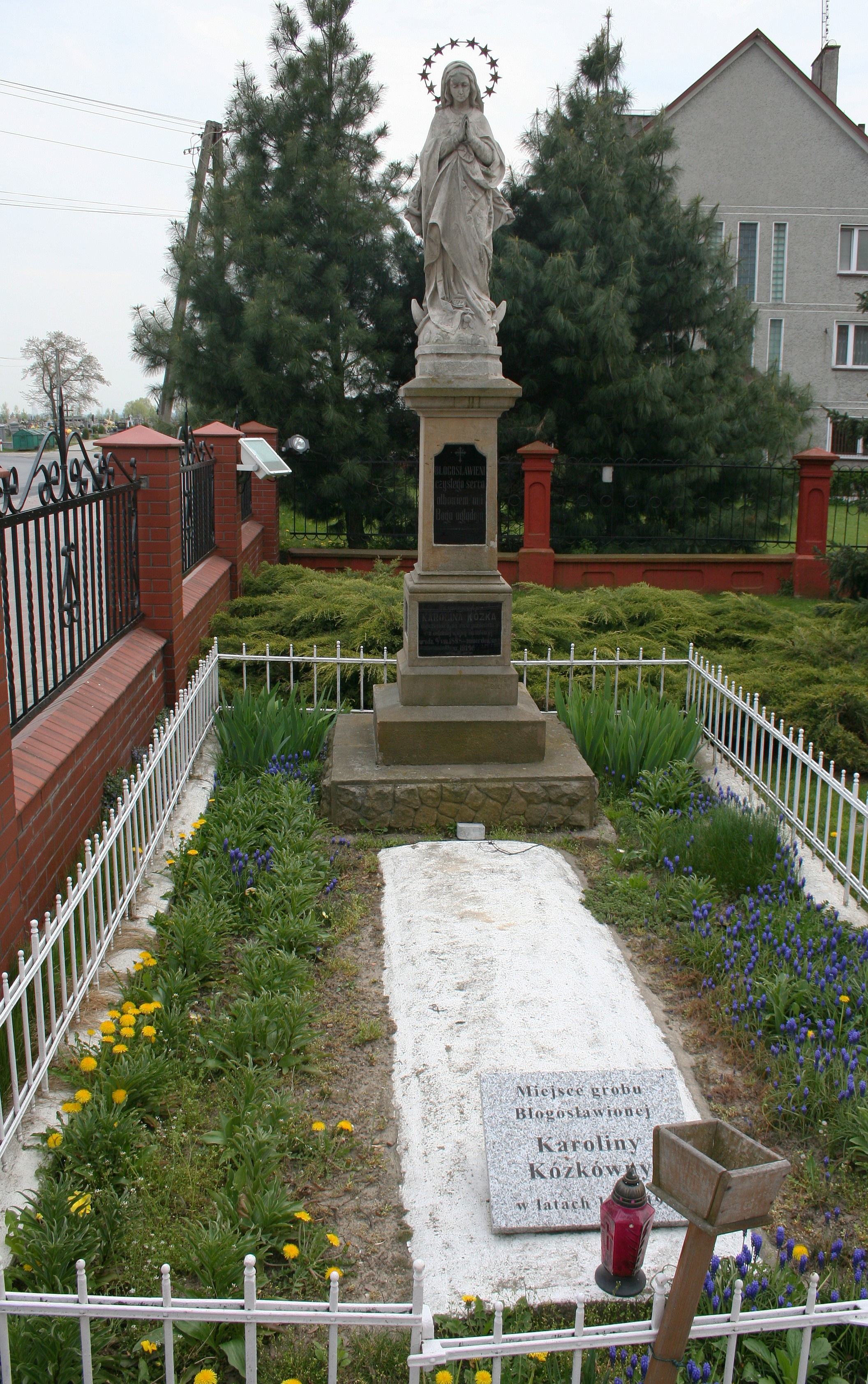
Su tumba original en Zabawa.

Karolina Kózka nació el 2 de agosto de 1898 en Małopolskie como la cuarta de los once hijos de los labradores Jan Kózka y Maria Borzęcka; fue bautizada el 7 de agosto en la iglesia parroquial local de San Juan Bautista.
De 1904 a 1912 asiste a las clases en la escuela local y extendió su escolarización de 1912 a 1913. Dedicaba su tiempo libre a reunir a vecinos y parientes y les invitaba a leer la Biblia bajo un peral cerca de su casa. A Kózka le encantaba recitar rosarios y utilizaba las cuentas del que su madre le regaló. También tenía una fuerte devoción al Sagrado Corazón de Jesús. Su tío Franciszek Borzęcki era una inspiración para ella y le ayudó en su función como bibliotecario, mientras también ayudaba en su parroquia. 
Kózka recibió la Confirmación el 18 de mayo de 1914 antes de hacer su primera confesión el 13 de noviembre de aquel año, y la Primera Comunión el 15 de noviembre. En ese año de 1914 estalló la Primera Guerra Mundial; las fuerzas rusas empezaron a capturar ciudades del este de Polonia y a mitad de noviembre de 1914 controló Wał-Ruda. La situación empeoró con historias de que los soldados rusos robaban posesiones y violaban mujeres, provocando un ambiente de temor.
El 18 de noviembre de 1914, alrededor de las 9 de la noche, un soldado ruso armado llegó a su casa a preguntar cuestiones sobre las fuerzas austriacas y luego obligó a Kózka y su padre a ir con él. Al llegar al borde del bosque el soldado mandó a su padre regresar a su casa. Dos hombres (Francisco Zalesny y Francisco Broda) presenciaron el ataque del soldado a Kózka mirando desde detrás de unos arbustos; vieron como intentó forzarla pero fue rechazado fuertemente. Entonces el soldado enojado acuchilló repetidamente a Kózka, provocándole una gran pérdida de sangre y la muerte en las ciénagas entre las 9:30 y 9:40 p. m..
El 4 de diciembre de 1914 su cuerpo fue encontrado, siendo enterrada el 6 de diciembre en el cementerio de la iglesia parroquial de Zabawa en el Obispado de Tarnów, con alrededor de tres mil personas asistiendo a su funeral. Posteriormente fue trasladada el 6 de octubre de 1981 al interior de la iglesia parroquial y depositada en el pórtico. Pocos meses antes de su beatificación fue trasladada definitivamente el 18 de marzo de 1987 a la iglesia de la Santísima Trinidad también en Zabawa y colocada bajo el altar. El sitio donde murió está marcado con una cruz. El 18 de junio de 1916, un monumento se estableció en su honor cerca de la iglesia parroquial de Zabawa.

## Beatificación
El proceso de beatificación se abrió en la Diócesis de Tarnów el 11 de febrero de 1965 y se cerró en 1967 cuando todos los documentos se enviaron a Roma para su valoración; las escrituras recibieron aprobación teológica el 10 de septiembre de 1977. La introducción formal a la causa se dio el 4 de marzo de 1981 con el título de Sierva de Dios. La Congregación para las Causas de los Santos validaron este proceso informativo el 20 de septiembre de 1982 antes de recibir el dossier positio en 1983. Los teólogos lo aprobaron el 22 de enero de 1985 cuando hizo el C.C.S. el 7 de mayo de 1985.
El 30 de junio de 1986 su beatificación recibió la aprobación papal de Juan Pablo II cuando confirmó que Kózka fue asesinada "en defensum castitatis" -para defender su estado virginal- y fue beatificada en Tarnów durante su visita a Polonia el 10 de junio de 1987.